# Stéphane Ziani
Stéphane Ziani (ur. 9 grudnia 1971 w Nantes) – francuski piłkarz kabylskiego pochodzenia.
Ziani rozpoczął swoją karierę w FC Nantes, zaś ostatnim klubem był AC Ajaccio. Karierę piłkarską zakończył w 2006 roku.
Jego ojciec wywodzi się z Algierii – pochodzi z kabylskiego miasta Béjaïa.